# Історія Швеції (1611–48)
У XVII столітті Швеція, незважаючи на майже 1 мільйон мешканців, мала великий зовнішній вплив після перемоги проти Данії – Норвегії, Священної Римської імперії, Росії та Польщі-Литви.  Її внески під час Тридцятилітньої війни під Густавом Адольфом допомогли визначити як політичний, так і релігійний баланс сил у Європі.

## Карл IX
6 березня 1604, коли герцог Іван, син Івана III Шведського і брат Сигізмунда III Васа, формально відмовився від свого спадкового права на трон, Шарль IX назвав себе королем. У Риксдагу того ж року маєтки віддавалися безповоротно протестантизму, виключаючи католиків від впливу на престол, і забороняючи їм займати будь-яку посаду у Швеції. Відтепер кожен римо-католицький рецидант мав бути позбавлений своїх маєтків і вигнаний з царства. Саме за правління Карла IX Швеція стала не тільки переважно протестантською, а й переважно військовою монархією. Ця зміна, яка повинна була дати воєнний колорит для всієї політики Швеції протягом наступних ста двадцяти років, випливає з указу Риксдагу про Лінчепінг, що встановлює, за особистою пропозицією Карла, регулярну армію; кожна провінція в країні відтепер повинна забезпечувати і підтримувати певну кількість піхоти і кавалерії на службі державі. Їх безпосереднім ворогом була Польща, тепер династічно, а також територіально пов'язана зі Швецією.
Боротьба прийняла форму конкурсу на володіння північних прибалтійських провінцій. Естонія була відновлена шведами в 1600 р., але їхні зусилля  тривали 1601 - 1609 рр., Щоб закріпитися в Лівонії, були засмучені військовими здібностями великого гетьмана Литви Яна Кароль Ходкевича. У 1608 році військові дії були передані на територію Росії. На початку цього року Карл уклав союз з царем Василем IV Російським проти їхнього спільного ворога, польського короля; але коли в 1610 році Василь був скинутий своїми власними підданими і весь царем здавався на межі розпаду, політика Швеції щодо Росії змінила свій характер.
Досі Карл мав на меті підтримати слабшу слов'янську владу проти сильнішої; але тепер, коли Росія, здавалося, ось-ось зникне з-поміж націй Європи, шведські державні діячі, природно, шукали певної компенсації за витрати на війну, перш ніж Польща встигне все поглинути. Початок було покладено облогою та захопленням графства Кексгольм у російській Фінляндії 2 березня 1611 року, а 16 липня був зайнятий Великий Новгород і було укладено конвенцію з магістратами цього багатого міста, згідно з якою другий син Карла IX Філіп мав бути визнаний царем, якщо тим часом Великому Новгороду не прийде полегшення. з Москви. Але тепер, коли все залежало від концентрації сил, необачне присвоєння Карлу титулу «короля лапландців Нурланду», народ якого належав данській короні, втягнуло його в ще одну війну з Данією, війну, відому в скандинавській історії як Кальмарська війна, оскільки шведська фортеця Кальмар була головним театром військових дій. Таким чином шведські війська були відвернені від справжньої мети й переведені на інше поле, де навіть перемога була б порівняно невигідною. Але це була катастрофа, а не перемога, яку Шведський Карл IX отримав від цього безглуздого підприємства.
Ще гірше, Кальмарська війна, розсудливо укладена сином Карла, Густавом Адольфом, на другому році свого царювання, згідно з Кенредським договором, 20 січня 1613 р., Наклала такі важкі матеріальні зобов'язання та такі сильні страждання на Швецію, що ввійшли в вогонь, який повинен був горіти протягом наступних двох століть, тривалий тліючий антагонізм між двома сестрами Скандинавії, які горюють кривавими днями християнського тирана.

## Інгорська війна
The Russian difficulty was more easily and more honourably adjusted. When Novgorod submitted provisionally to the suzerainty of Sweden, Swedish statesmen had believed, for a moment, in the creation of a Trans-Baltic dominion extending northwards to Archangelsk and eastwards to Vologda. The rallying of the Russian nation round the throne of the new tsar, Michael Romanov, dissipated, once and for all, this ambitious dream. By the beginning of 1616, Gustavus had become convinced of the impossibility of partitioning reunited Russia, while Russia recognized the necessity of buying off the invincible Swedes by some cession of territory. By the Treaty of Stolbovo on February 27, 1617 the tsar surrendered to the Swedish king the provinces of County of Kexholm and Ingria, including the fortress of Nöteborg (later Schlusselburg), the key to Finland. Russia, furthermore, renounced all claims upon Estonia and Livonia, and paid a war indemnity of 20,000 roubles. In return for these concessions, Gustavus restored Novgorod and acknowledged Michael Romanov as tsar of Russia.
У той самий період, коли була розширена Шведська імперія за кордоном, спостерігався також мирний розвиток шведського правила конституції на батьківщині.  У цьому, як і в будь-якій іншій справі Густава, ініціативу взяв сам Густав Адольф.  Номінально Риксрад все ще залишався домінуючою владою в державі; але поступово вся реальна влада була перенесена на корону.  Таємна рада швидко втратила свій древній характер великої ради, що представляла напівфеодальну землевласницьку аристократію, і стала бюрократією, що тримала головні державні установи за задоволенням царя.  Риксдаг також змінив свій характер.  У той час як у будь-якій іншій європейській країні, крім Речі Посполитої та Англії, стародавнє народне представництво за станами взагалі зникло, у Швеції під Густавом Адольфом воно переросло в невід'ємну частину Конституції Швеції.  Указ Ріксдагу 1617 року спочатку перетворив бурхливий і безсистемний натовп "риксдагсменів", скупчуючись разом, як стадо овець або п'яних хамів, у гідне національне зібрання, зустрічаючись і обговорюючи правила і порядок.  Один з дворян (перший називається Landmarskalk, або маршал Сейму, в Ріксдаг обряд 1526) тепер регулярно призначається царем як представник Будинку Дворян , або Riddarhus, в той час як примат, як правило, діяв як талман або президентом трьох нижчих станів, духовенства, міщан і селян.  Зрештою, кожна з трьох нижчих станів обирала свого талмана, або спікера.  На відкритті кожної сесії король подав у власність "королівські положення", або законопроєкти, по яких кожен маєток приступив до обговорення у своїй окремій палаті.  Відповіді маєтків були передані цареві на наступній сесії на з'їзді.  Всякий раз, коли селі розрізнялися між собою, король вибирав будь-яку думку, що здавалося йому кращою.  Права Риксдагу були забезпечені Конунгафершакром, або запевненням, наданим кожним шведським королем про його приєднання, що гарантувало співпрацю маєтків у роботі законодавства, і вони також повинні були консультуватися з усіх питань зовнішньої політики.  Король володів ініціативою; але маєтки мали право заперечувати проти заходів уряду наприкінці кожної сесії.  Саме в царюванні Густава ми теж вперше чули про "Hemliga Utskottet", або Секретний комітет з угоди про надзвичайні справи, який обирали самі садиби.  Одинадцять риксдагів, якими володів Густав Адольф, були майже виключно зайняті пошуком шляхів і засобів підтримки постійно зростаючого тягаря польських і німецьких воєн.  І на честь шведського народу можна сказати, що від першого до останнього вони показували релігійне і патріотичне завзяття, яке не скорочувалося від жертв.  Саме до цієї національної відданості так само, як і до його власних якостей, Густав був зобов'язаний своїм успіхом як будівельник імперії.

## The Polish War and the Battle of Stralsund
Війни з Данією та Росією були майже виключно скандинавськими війнами, але польська війна мала світове значення.  Це була, в першу чергу, боротьба за прибережне балтійське узбережжя , і боротьба посилювалася знанням, що польські Ваза заперечували право Густава на шведський престол.  Більше того, в очах шведського короля польська війна була релігійною війною.  Густав вважав скандинавські королівства двома головними стовпами, на яких спочивала євангельська релігія.  Їхнє роз'єднання, як він стверджував, відкрило б двері на півночі до католицької ліги і таким чином призвело до знищення як Данії, так і Швеції.  Звідси його союз з Данією захищати Штральзунда в 1628 році.  У всьому цьому було багато несвідомого перебільшення.  Насправді Річ Посполита не мала жодної небезпеки для протестантизму.  Стійке наполегливе наполягання Сигізмунда на його право на шведську корону було однією з перешкод для завершення війни, яку польська рада серйозно ненавиділа і дуже успішно перешкоджала.  Окрім Польсько-напівнеповноважного суду, ніхто з полюсів не мріяв про поширення в Швеції.  Фактично, під час наступного правління Польщі Ладислава IV (1632 - 1648) поляки не дозволяли цьому бойовому монарху втручатися в тридцятилітню війну на католицькій стороні.  Густав, чия жвава уява легко захопився релігійним запалом, надзвичайно збільшив клерикальний вплив у Польщі і часто запам'ятав небезпеки, де існували лише труднощі.
Протягом восьми років (1621 - 1629) виснажувальна і дорога польська війна затяглася.  Шведська Лівонія була завойована на початку 1626 року, і театр військових дій був переведений до прусських провінцій Польщі.  Родюча і легко захищається дельта Вісли тепер була зайнята, і Густав ставився до неї як до постійного завоювання, що зробило його великим канцлером Акселем Оксенстірне його першим генерал-губернатором.  Але це була межа шведського просування.  Всі подальші зусилля Густава були розчаровані вищою стратегією польського гетьмана Станіслава Конєцпольського , а в червні 1629 року цар з радістю прийняв вигідний договір Альтмарка.  До цього перемир'я Швеція протягом шести років зберігала свої лівонські завоювання, крім Холду , дельти Вісли і Браунсберга в Західній Пруссії, і Піллау і Мемеля в Східній Пруссії з правом стягувати збори в Піллау, Мемель, Гданськ, Лієпая і Вентспілс.  З цих зборів Густав отримав у 1629 р. Лише 500000 риксдалерів, що еквівалентно всім екстраординарним субсидіям, наданим йому риксдагом.
Саме для цієї війни був побудований шведський військовий корабель Vasa , який затонув недалеко від Стокгольма.  Корабель був погано спроєктований: важкий з недостатньою кількістю баласту , вона перекинулася, як тільки вона зустріла вітер сильніше, ніж вітер.  У зв'язку з низькою солоністю Балтійського моря , аварія зазнала незначних втрат від корабельних черв'яків і була врятована в дивовижному стані в 1961 році.

## Тридцятирічна війна

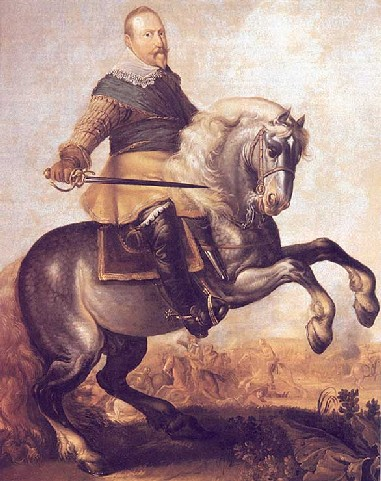
Gustavus Adolphus at the Battle of Breitenfeld

Таким чином, Швеція деякий час тримала контроль над основними торговельними шляхами Балтії аж до самих меж імперії; і збільшення надходжень, отриманих внаслідок цієї командної посади, мали матеріальну допомогу на ранніх стадіях війни в Німеччині, куди Густав передав свої сили в червні 1630 року.  Густав, пізніше названий "Лев Півночі", завдяки своїм навичкам командира, втрутився на протестантську сторону в німецькій громадянській війні.  Використовуючи нові військові прийоми, такі як легкі та рухливі артилерійські та кавалерні удари, він здобув вражаючу перемогу в битві під Брейтенфельдом у 1631 році.  У битві під Люценом 6 листопада 1632 він був убитий, але Швеція втратила свого воїна-короля.  Сама битва була нічиєю, але через два роки хвиля повернулася в Ньордлінгені , де імператорські війська здобули переконливу перемогу над протестантською армією.  Щоб запобігти перемозі Габсбургів у війні, Франція, яка вже надала Швеції субсидії після укладання у Бервальде (1631), втрутилася в протестантську сторону.  Війна тривала багато років, поки у 1648 році нарешті не було досягнуто мирної угоди.

## See also
- Dominions of Sweden
- History of Estonia
- History of Germany
- History of Latvia
- History of Poland
- History of Sweden
- Possessions of Sweden